# Pattinaggio di velocità ai XXII Giochi olimpici invernali - 1500 m maschile
La gara dei 1500 metri maschili di pattinaggio di velocità dei XXII Giochi olimpici invernali di Soči si è disputata nella giornata del 15 febbraio nella Adler Arena.
Campione olimpico uscente era l'olandese Mark Tuitert, che aveva conquistato l'oro a Vancouver 2010, sopravanzando nell'ordine lo statunitense Shani Davis ed il norvegese Håvard Bøkko.
La gara è stata vinta dal polacco Zbigniew Bródka, che ha preceduto l'olandese Koen Verweij e il canadese Denny Morrison.
Il 22 dicembre 2017 la commissione disciplinare del Comitato Olimpico Internazionale ha preso atto delle violazioni alle normative antidoping compiute da Ivan Skobrev in occasione delle Olimpiadi di Soči, annullando conseguentemente i risultati ottenuti dal pattinatore russo.

## Record
Prima di questa competizione, i record mondiali erano i seguenti.
| Record mondiale | Shani Davis | 1'41"04 | Salt Lake City      | 11 dicembre 2009 |
| Record olimpico | Derek Parra | 1'43"95 | Salt Lake City 2002 | 19 febbraio 2002 |

## Risultati
| Pos.    | Batteria | Atleta                      | Nazione       | Tempo    | Distacco | Note |
| ------- | -------- | --------------------------- | ------------- | -------- | -------- | ---- |
| Oro     | 17       | Zbigniew Bródka             | Polonia       | 1'45"006 |          |      |
| Argento | 20       | Koen Verweij                | Paesi Bassi   | 1'45"009 | +0"003   |      |
| Bronzo  | 15       | Denny Morrison              | Canada        | 1'45"22  | +0"22    |      |
| 4       | 19       | Denis Juskov                | Russia        | 1'45"37  | +0"37    |      |
| 5       | 13       | Mark Tuitert                | Paesi Bassi   | 1'45"42  | +0"42    |      |
| 6       | 15       | Håvard Bøkko                | Norvegia      | 1'45"48  | +0"48    |      |
| 7       | 16       | Brian Hansen                | Stati Uniti   | 1'45"59  | +0"59    |      |
| 8       | 19       | Sverre Lunde Pedersen       | Norvegia      | 1'45"66  | +0"66    |      |
| 9       | 18       | Denïs Kwzïn                 | Kazakistan    | 1'45"69  | +0"69    |      |
| 10      | 14       | Bart Swings                 | Belgio        | 1'45"95  | +0"95    |      |
| 11      | 17       | Shani Davis                 | Stati Uniti   | 1'45"98  | +0"98    |      |
| 12      | 7        | Stefan Groothuis            | Paesi Bassi   | 1'46"08  | +1"08    |      |
| 13      | 2        | Jan Blokhuijsen             | Paesi Bassi   | 1'46"50  | +1"50    |      |
| 14      | 13       | Haralds Silovs              | Lettonia      | 1'46"79  | +1"79    |      |
| 15      | 12       | Jan Szymański               | Polonia       | 1'46"86  | +1"86    |      |
| 16      | 16       | Håvard Holmefjord Lorentzen | Norvegia      | 1'47"27  | +2"27    |      |
| 17      | 2        | Mirko Giacomo Nenzi         | Italia        | 1'47"48  | +2"48    |      |
| DSQ     | 14       | Ivan Skobrev                | Russia        | 1'47"62  | +2"62    |      |
| 19      | 12       | Mathieu Giroux              | Canada        | 1'47"65  | +2"65    |      |
| 20      | 18       | Konrad Niedźwiedzki         | Polonia       | 1'47"77  | +2"77    |      |
| 21      | 4        | Tian Guojun                 | Cina          | 1'47"95  | +2"95    |      |
| 22      | 20       | Joey Mantia                 | Stati Uniti   | 1'48"01  | +3"01    |      |
| 23      | 11       | Patrick Beckert             | Germania      | 1'48"08  | +3"08    |      |
| 24      | 11       | Aleksej Esin                | Russia        | 1'48"10  | +3"10    |      |
| 25      | 9        | Aleksej Suvorov             | Russia        | 1'48"11  | +3"11    |      |
| 26      | 8        | Konrád Nagy                 | Ungheria      | 1'48"12  | +3"12    |      |
| 27      | 8        | Robert Lehmann              | Germania      | 1'48"24  | +3"24    |      |
| 28      | 3        | Lucas Makowsky              | Canada        | 1'48"51  | +3"51    |      |
| 29      | 4        | Joo Hyong-Jun               | Corea del Sud | 1'48"59  | +3"59    |      |
| 30      | 10       | Dmïtrïy Babenko             | Kazakistan    | 1'48"67  | +3"67    |      |
| 31      | 3        | Taro Kondo                  | Giappone      | 1'49"31  | +4"31    |      |
| 32      | 10       | Benjamin Macé               | Francia       | 1'49"34  | +4"34    |      |
| 33      | 1        | Vincent De Haître           | Canada        | 1'49"42  | +4"42    |      |
| 34      | 7        | Aleksandr Jïgïn             | Kazakistan    | 1'49"48  | +4"48    |      |
| 35      | 5        | Fedor Mezencev              | Kazakistan    | 1'49"70  | +4"70    |      |
| 36      | 5        | Simen Spieler Nilsen        | Norvegia      | 1'49"88  | +4"88    |      |
| 37      | 9        | Jonathan Kuck               | Stati Uniti   | 1'50"19  | +5"19    |      |
| 38      | 1        | David Andersson             | Svezia        | 1'50"30  | +5"29    |      |
| 39      | 6        | Matteo Anesi                | Italia        | 1'50"59  | +5"59    |      |
| 40      | 6        | Ewen Fernandez              | Francia       | 1'52"70  | +7"70    |      |

Data: Sabato 15 febbraio 2014 

Ora locale: 17:30 
 
Pista: Adler Arena 

Legenda:
- DNS = non partito (did not start)
- DNF = prova non completata (did not finish)
- DSQ = squalificato (disqualified)
- Pos. = posizione